# Ангольский фронт сопротивления
Ангольский фронт сопротивления (порт. Frente de Resistência Angolana, FRA) — крайне правая организация белых поселенцев в Португальской Анголе летом-осенью 1974. Выступал против деколонизации, противостоял марксистскому МПЛА. Участвовал в силовых акциях и вооружённых столкновениях. Координировался с правыми силами Португалии. Ликвидирован ДВС после неудачной попытки переворота в Анголе.

## Контекст деколонизации
Одним из результатов Португальской революции 1974 стала ускоренная деколонизация «заморских территорий». Положение в Португальской Анголе отличалось важной спецификой. Войну за независимость Анголы вели три антиколониальных движения: прокоммунистическое МПЛА, консервативное ФНЛА, леворадикальное УНИТА — враждующие между собой. Колониальные власти сохраняли здесь прочные позиции (особенно в сравнении с Гвинеей-Бисау и с Мозамбиком). При этом в Анголе проживали более 300 тысяч белых поселенцев португальского происхождения.
Часть белых ангольцев, особенно представители гуманитарной интеллигенции Луанды, придерживались левых взглядов и вполне принимали деколонизацию. Однако большинство — военные, полицейские, административные служащие, фермеры, предприниматели, технические специалисты — были крайне встревожены. Перспектива независимости Анголы рассматривалась как угрожающая. МПЛА стояла на марксистских позициях, в ФНЛА были заметны элементы чёрного расизма. На памяти оставались события февраля-марта 1961 — убийства по расовому признаку. Началась спонтанная самоорганизация и вооружение ангольских белых поселенцев.

## Столкновения в Луанде
Летом 1974 обстановка неуклонно накалялась. 5 июня в одном из баров Луанды был убит африканец-националист Жуан Педру Бенге. Его застрелил оставшийся неизвестным белый поселенец за слова «Да здравствует Спинола!» (президент Португалии Антониу ди Спинола, в скором будущем лидер правых сил, на тот момент возглавлял революционный орган власти — Совет национального спасения). Похороны Бенге вылились в многотысячную демонстрацию сторонников независимости. 15 июня губернатором Анголы был назначен генерал Силвериу Маркеш, известный правыми консервативными взглядами и жёсткой позицией в колониальной войне. Его прибытие было встречено в Луанде крупной манифестацией протеста.
11 июля в пригороде Луанды был найден мёртвым белый водитель такси Антониу Салгаду. Это убийство воспринялось как месть за Бенге. Таксисты-португальцы осадили резиденцию губернатора, требуя защиты и наведения порядка — в противном случае они угрожали сурово отомстить. Через несколько дней в трущобных районах Луанды начались кровопролитные столкновения. Белые и чернокожие ополченцы атаковали друг друга. «Белая» сторона была представлена правыми активистами и сотрудниками колониальной полиции, «чёрная» — сторонниками МПЛА и Комитетов Амилкара Кабрала (в CAC состояла в основном белая молодёжь, действовавшая по идеологической мотивации). 15-16 июля погибли в общей сложности 28 человек, 123 были ранены.
Эти события повлекли за собой важные политические последствия. 24 июля отстранён Силвериу Маркеш. Новым губернатором стал «красный адмирал» Роза Коутинью — представитель левого крыла Движения вооружённых сил (ДВС), активный сторонник деколонизации, симпатизирующий Португальской компартии и ангольскому МПЛА. 1 августа партизанские формирования ЭПЛА преобразованы в регулярные вооружённые силы МПЛА — ФАПЛА.

## Организация белых антикоммунистов
Ангольский фронт сопротивления (FRA) был формально учреждён 19 июля 1974, хотя фактически к тому времени существовал уже несколько недель (как минимум с первых чисел июля). Основными организаторами выступили инженер Помпилиу да Круш и офицер колониальных войск Нуну Кардозу да Силва, секретарь генерала Маркеша. Кадровый костяк составили участники июльских столкновений. FRA был тесно связан с португальскими правыми силами. Идейным вдохновителем являлся профессор Коимбрского университета Фернанду Пашеку ди Аморин — основатель крайне правой MFP/PP, впоследствии идеолог подпольного MDLP генерала Спинолы.
Левые исследователи характеризовали FRA как «белую расистскую организацию, заинтересованную в эксплуатации африканской рабочей силы». В материалах, распространяемых от имени FRA содержались призывы к насилию в отношении коренного населения. Но официально Фронт позиционировался как представительство законных интересов «различных секторов Луанды» и призывал ангольские антиколониальные движения к диалогу с белой общиной. Идеология FRA основывалась на лузотропикализме и антикоммунизме. Некоторые авторы сравнивают анголо-португальский FRA с французской ОАС: борьба за сохранение африканской колонии, крайне правые идеологические установки, военизированная структура, тесная связь с офицерами колониальных войск
.
Предотвратить независимость Анголы было явно невозможно, и FRA поставил иные задачи: гарантировать безопасность, социальный статус и имущество белых ангольцев, не допустить к власти МПЛА. Речь шла о подобии «родезийского варианта», при котором FRA являлся ангольским аналогом партии Родезийский фронт. Однако положение в Родезии середины 1960-х разительно отличалось от Анголы десятилетием позже.
24 августа FRA выступил с заявлением о намерении совершить государственный переворот для предотвращения «капитуляции Анголы перед экстремистской коммунистической партией МПЛА». Фронт сформировал из вооружённых белых поселенцев постоянные «отряды самообороны». FRA готов был блокироваться против МПЛА с африканскими антикоммунистами, прежде всего с ФНЛА Холдена Роберто, который тогда представлялся сильнейшим из трёх движений. Такую позицию разделял генерал Спинола. Сам он встречался с президентом Заира Мобуту, уполномоченная им военная делегация — с лидером УНИТА Жонашем Савимби. Но португальская администрация в Анголе во главе с Роза Коутинью, поддерживала МПЛА. Этот фактор во многом предопределил политическое доминирование МПЛА.
Попытка вооружённого выступления в Луанде была предпринята FRA 23 октября 1974. Однако предварительное — за два месяца — уведомление о намерении, другие громогласные заявления, открытые передвижения вооружённых людей позволили подготовиться к подавлению. Левые португальские военные из ДВС быстро пресекли «бунт родезийского стиля».

## Завершение
FRA был запрещён, но активисты некоторое время продолжали действовать. Им приписывалось провокационное нападение в форме ФАПЛА на португальский армейский патруль 25 июля 1975. После этого португальцы атаковали базу ФАПЛА в луандском районе Вилья-Алис, 14 человек погибли, 22 были ранены. Помпилиу да Круш возложил ответственность за эту акцию на внедрённую в FRA агентуру ФНЛА.
К тому времени в Анголе фактически началась гражданская война. Было сорвано Алворское соглашение о коалиционном переходном правительстве, МПЛА/ФАПЛА вели бои за Луанду против ФНЛА/ЭЛНА, УНИТА/ФАЛА и Восточного восстания Даниэла Чипенды. Белые поселенцы не смогли консолидироваться как самостоятельная сила противостояния. Некоторые из них остались в Анголе, примкнули к МПЛА либо поддержали ФНЛА (реже УНИТА), но значительное большинство перебрались в Португалию или Бразилию.
Помпилиу да Круш издал в Португалии книгу Angola: os Vivos e os Mortos — Ангола: живые и мёртвые, в которой изложил своё видение событий.